# Електрик Лейди Студиос
„Електрик Лейди Студиос“ е звукозаписно студио, разположено на 52-ра Западна 8-а улица в Ню Йорк, оригинално построено от Джими Хендрикс и проектирано от Джон Сторик през 1970 г. В него са записвали много музиканти, включително Джон Ленън, AC/DC, Led Zeppelin, Кърли Саймън, The Clash, Питър Фрамптън, The Rolling Stones, Дейвид Боуи, Ал Грийн, Dave Matthews Band, Кристина Агилера, Bad Religion, Стиви Уондър, Cactus, Goldfrapp, Били Кобам, Къртис Мейфилд, Mandrill, Muse, Arctic Monkeys, The Early Years, Шиниъд О'Конър, Били Джоел, Били Айдъл, Nas, The Mars Wolta, Франк Запа, Майк Олдфилд, The Magnetic Fields, Guns N' Roses, Елки Брукс, Пати Смит, Джон Маклафлин, Kiss, Van Halen, Weezer, Interpol, Райън Адамс, Стив Ърл, Monster Magnet, The Pink Spiders, Deee-Lite, Крис Брайд, Rancid, D'Amgelo, Wolfmother, Майли Сайръс, The Big Pink, Common (както и повечето от Soulquarians) и Metric.

## История
Адресът 52-ра Западна 8-а улица има дълга история. Преди е бил използван от художника от абстрактния експресионизъм Ханс Хофман. Той започва да изнася лекции там през 1938 г., като през 1958 г., се отказва от лекциите, за да посвети цялото си време на рисуването.
През 1968 г. Джими Хендрикс и продуцента му Майкъл Джефри инвестират заедно в покупката на парцела, който по това време е затворения клуб Generation в Гринуич Вилидж. Първоначалния план да отоврят заведението отново е отхвърлен като двамата решават, че инвестицията ще им служи много по-добре като звукозаписно студио. Студийните такси за Electric Ladyland са астрономически, освен това Джими непрестанно търсел студио, в което да му е удобно.
Проектирането на студиото струвала почти два пъти повече от предвиденото време и пари: разрешителните закъснявали неведнъж, мястото се наводнило след тежки дъждове причинили срутване и трябвало да бъдат инсталирани отводняващи помпи след като се разбрало, че постройката е разположена върху подпочвени води. За да бъде спасен проекта от Warner Bros. отпуснали заем в размер на шестцифрена сума.
Проектирано от Джон Сторик, студиото било направено спецално за Хендрикс с кръгли прозорци и машина генерираща светкавици в безброй цветове. Дизайнът трябвало да осигури на Джими спокойствие и да окуражи креативността му, но освен това и да има професионална звукозаписна атмосфера. Художникът Ланс Йост изрисувал студиото с психеделична космическа тематика.
Хендрикс прекарва само четири седмици записвайки в Electric Lady, повечето от които, докато завършвали последните етапи от конструирането. На 26 август 1970 е организирано парти по случай откриването на студиото, а на следващия ден Хендрикс записва последния си студиен запис – спокойния и изтънчен инструментал наречен Slow Blues. След това се качил на борда на самолет, който го откарва до Лондон за участието му на фестивала на остров Уайт и умира три седмици по-късно.

## В съвременната култура
Electric Lady е включено във филма „Безкрайния плейлист на Ник и Нора“, като в студиото са записани много от сцените. Ник (Майкъл Кера) и Нора (Кат Денингс) неведнъж споменават за историческите събития от студиото и изброяват много от артистите записвали там.